# Traumatische Hysterie
Die traumatische Hysterie ist eine von Josef Breuer und Sigmund Freud in ihren „Studien über Hysterie“ von 1895 nach ätiogenetischen Kriterien aufgestellte Unterklasse der hysterischen Erkrankung. Sie entsteht unter dem Einfluss eines Traumas unter Abspaltungen von Vorstellungsinhalten.
Ein Einzeltrauma, ein subjektiv stark beeindruckendes Erlebnis oder ein sonstiges negatives Ereignis rufe dabei das hysterische Symptom hervor, das sich erstmals zu dieser Gelegenheit zeigt, später jedoch immer wieder. Während eines jeden hysterischen Anfalls schwebe der Person neben den aktuellen Geschehnissen zugleich auch die Erinnerung an die traumatische Situation latent vor. Diese werde innerlich nacherlebt und könne in Einzelfällen sogar Wahrnehmungscharakter annehmen.

## Krankheitseinsicht
Der Patient kann relativ leicht Auskunft darüber geben, da das Trauma umgrenzt vorliegt und erinnerbar ist.

## Analogien
Die traumatische Hysterie ist der traumatischen Neurose analog, bei der ebenfalls nicht die (meistens real geringfügige) Verletzung, sondern der Schreckeffekt die jahrelang bestehende Symptomatik begründet.

## Ätiogenese
Josef Breuer beschrieb den Vorgang so: Das Trauma erzeuge eine Gruppe von hypnoiden Vorstellungen, die der normalen Affektabfuhr entzogen sind. Sie blieben untereinander stark verbunden, jedoch gegenüber dem restlichen Bewusstsein isoliert und werden nicht in den assoziativen Kontext eingebunden. Das traumatische Erlebnis sei individuell determiniert und werde mitunter nur von dem Betroffenen als traumatisch erlebt. Der sozialen Umgebung erscheine das zumeist als unrealistisch, besonders dann, wenn der betroffene Mensch meistens ein Kind ist.
In der Folgezeit steige die Symptomatik in ihrer Stärke an, jedoch kontinuierlich, nicht gestuft. Hierin bestehe ein Unterschied zur idiopathischen Hysterie, deren Konzept allein auf Freud zurückgeht.

## Quelle
- Sigmund Freud, Josef Breuer: Studien über Hysterie. Deuticke, Leipzig / Wien 1895. Neudruck: 6. Auflage. Fischer TB 10446, Frankfurt am Main 1996, ISBN 978-3-596-10446-8.